# Vînătoarea de vulpi (film)
Vînătoarea de vulpi este un film românesc din 1980 regizat de Mircea Daneliuc. Rolurile principale au fost interpretate de actorii Mitică Popescu, Mircea Diaconu și Valeria Seciu.

## Rezumat
Un sat românesc în anii 1950. Năiță Lucean, un țăran șiret și încăpățânat, se opune colectivizării prin toate tertipurile. Simte instinctiv că acest lucru nu-i poate aduce decât rău, o dată ce ar ceda statului pământul și vitele crescute cu atâta efort. Singura certitudine pe care o are este proprietatea unui pământ insuficient și neroditor. Deși ține cu dinții de aceasta, ideea binelui colectiv îi este impusă prin forță.

## Distribuție
Distribuția filmului este alcătuită din:
- Mitică Popescu — Năiță Lucean, veteran de război, țăran șiret din Cornul Caprei
- Mircea Diaconu — Pătru cel scurt, prietenul și finul lui Năiță
- Valeria Seciu — Gena, nevasta lui Năiță
- Zaharia Volbea — Petre al lui Toma, primarul comunei Cornul Caprei
- Aristide Teică — Ioan „Ciclop”, funcționar al primăriei
- Gheorghe Cozorici — Dumitru Dumitru, prim-secretarul Comitetului Raional de Partid
- Sofia Vicoveanca — nevasta lui Pătru
- Constantin Sava — Simion Popescu, țăran din Cornul Caprei
- Andrei Codarcea — Gheorghe Oțăt, țăran din Cornul Caprei
- Bob Călinescu — Dincă
- Adrian Georgescu
- Nicolae Niculescu — moșul bețiv din Sacoț
- Flavius Constantinescu — Nicu lui Nae
- Costel Rădulescu
- Nicolae Ifrim
- Nicolae Nicolae
- Constantin Măru
- Petre Gheorghiu-Goe — tatăl ofițerului de securitate Sandu Turbatu
- Romeo Bărbosu
- Radu Panamarenco
- Nucu Niculescu
- Rodica Radu
- Eugen Racoți
- Constantin Bîrliba
- Florin Pretorian
- Nicolae Dide
- Emilian Cortea
- Doru Ana
- Vasile Cosma — președintele Gospodăriei Agricole Colective din Vuceștii de Deal
- Ion Barbu
- Emil Bozdogescu
- Ion Mierloiu
- Costel Pătrașcu — copil 1
- Mihail Barbu — copil 2
- Romanița Terteci — copil 3
- Claudia Terteci — copil 4
- Crinu Terteci — copil 5
- Mihai Terteci — copil 6